# Hauteur manométrique totale
 (août 2017).
Si vous disposez d'ouvrages ou d'articles de référence ou si vous connaissez des sites web de qualité traitant du thème abordé ici, merci de compléter l'article en donnant les références utiles à sa vérifiabilité et en les liant à la section « Notes et références ».
Pour les articles homonymes, voir HMT.
La hauteur manométrique totale (HMT) d'une pompe, ou élévation manométrique totale (EMT), est la différence de pression du liquide la franchissant, exprimée en mètres de colonne du liquide considéré.

## Unité

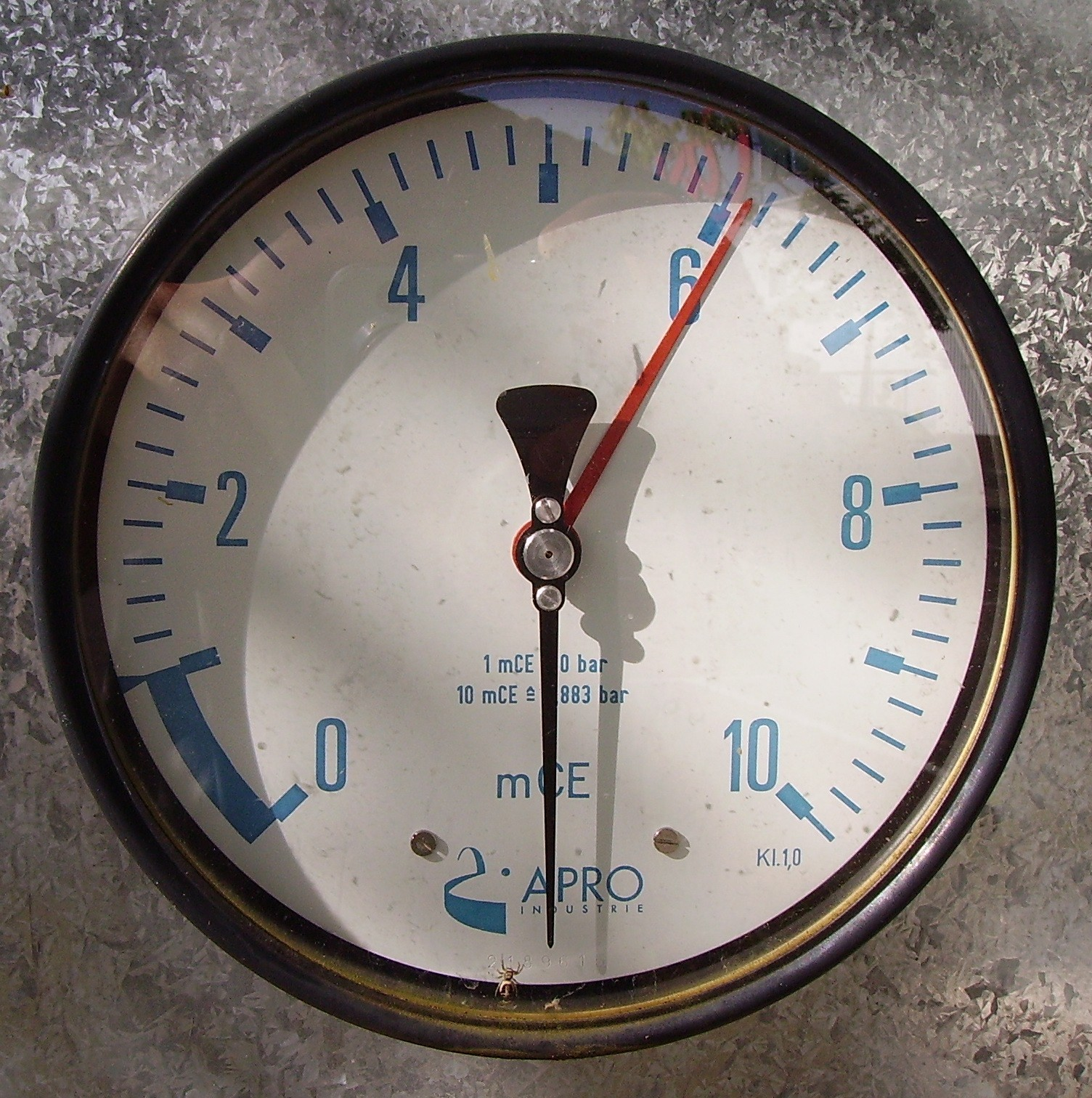
Une jauge de niveau de cuve pour incendie graduée en mCE, avec l'indication « 10 mCE = 0.883 bar ».

Plutôt que d'exprimer cette valeur en pascals ou en bars, unités classiques de pression, cette valeur est généralement donnée en mètres, soit la hauteur de la colonne de liquide nécessaire pour créer une pression identique. Avec de l'eau, on parle de mètres de colonne d'eau (noté mCE).
La hauteur ({\displaystyle h}) est liée à la différence de pression ({\displaystyle \Delta p}) par la formule classique de la pression hydrostatique
{\displaystyle \Delta p=\rho \cdot g\cdot h}
soit
{\displaystyle h={\frac {\Delta p}{\rho \cdot g}}}
où {\displaystyle \rho } est la masse volumique du fluide et {\displaystyle g} l'accélération de la pesanteur.
Pour de l'eau ({\displaystyle \rho } = 1 000 kg/m3 à 4 °C), et avec la valeur normale de la pesanteur ({\displaystyle g} = 9,806 65 m/s2), la conversion est la suivante :
- 1 bar (105 pascals) correspond à 10,197 2 mCE ;
- inversement, 1 mCE correspond à 98,066 4 mbar.

## Effets physiques responsables
Lorsqu'une pompe est associée à une canalisation, la HMT est égale à la somme de trois phénomènes physiques :
- la hauteur géométrique totale (différence d'altitude entre l'entrée du liquide et sa sortie à l'atmosphère) ;
- les pertes de charges, elles-mêmes composées des pertes de charges régulières et singulières ;
- la pression de refoulement à la sortie.